# Stronțiu
Stronțiul este un element chimic din categoria metalelor alcalino-pămîntoase, care are numărul atomic 38. Simbolul chimic este Sr. Acesta a fost descoperit de către Adair Crawford și William Cruickshank în anul 1790. Denumirea acestuia a fost dată după orașul scoțian Strotian. Stronțiul este un element foarte reactiv de consistență moale de culoare metalică, alb-argintie și galbenă în cazul în care acesta intră în contact cu aerul. Stronțiul se regăsește în natură în celestină și stronțianit. În timp ce stronțiul natural este stabil, izotopul sintetic al acestuia  90Sr este radioactiv, se găsește în deșeurile radioactive și are un timp de înjumătățire de 28,90 ani.

## Caracteristici
Stronțiul este un metal gri, argintiu care este mai moale decât calciul și cu mult mai reactiv cu apa, cu care reacționează formând hidroxidul de stronțiu și Hidrogen gazos. Datorită faptului că acesta este extrem de reactiv în contact cu aerul sau apa, acest element apare în mod normal în natură doar în compuși cu alte elemente, cum ar fi minerale precum stronțianitul și celestita. Stronțiul este păstrat sub o hidrocarbură lichidă cum ar fi kerosenul sau uleiul mineral pentru a preveni oxidarea. Strontiul metalic fin, sub formă de pulbere este foarte piroforic, aprinzându-se spontan în aer la temperatura camerei. Sărurile de stronțiu dau o culoare roșu aprins în flăcări motiv pentru care sunt utilizate în pirotehnie și în producția de rachete de semnalizare.